# Teresa Stich-Randall
Teresa Stich-Randall (Hartford, 24 dicembre 1927 – Vienna, 17 luglio 2007) è stata un soprano statunitense.

## Biografia
Debuttò nel 1947 nella propria città in The mother of Us All di Virgil Thomson e già nel 1949 venne scoperta da Arturo Toscanini, che la diresse in diverse performance con la NBC Symphony Orchestra, tra le quali Falstaff (Nannetta), di cui rimane la registrazione.
Tramite una borsa di studio Fulbright si recò poi in Europa, dove nel 1951 debuttò a Firenze in Oberon e dove svolse una notevole parte della carriera. Apparve regolarmente dal 1954 al 1972 alla Staatsoper di Vienna e al Festival di Salisburgo, e dal 1955 al festival di Aix en Provence, dove si distinse in particolare nel ruolo di Donna Anna in Don Giovanni. Nel 1962 venne nominata dalle autorità austriache Kammersänger.
Nel 1955 riapparve negli Stati Uniti alla Lyric Opera di Chicago in Rigoletto e nel 1961 esordì con Così fan tutte (Fiordiligi) al Metropolitan, dove fu regolarmente presente fino al 1966.
Il repertorio fu rivolto principalmente a Mozart (Così fan tutte, Le nozze di Figaro, Don Giovanni, Il flauto magico, Il ratto dal serraglio ecc.), comprendendo anche, come detto, Verdi (Rigoletto, La traviata), Puccini (Liù), Strauss (Sophie ne Il cavaliere della rosa, Arianna a Nasso), nonché il Settecento di Haendel (Rodelinda), Gluck (Orfeo ed Euridice) e Pergolesi (La serva padrona). Svolse anche una notevole attività di liederista.
La carriera si prolungò fino alle soglie degli anni ottanta in Europa, dove si era definitivamente stabilita.